# Centre College
Il Centre College è un college privato avente sede a Danville, nello Stato del Kentucky (USA). 
Fondato dalla Chiesa Presbiteriana nel 1819, fu il primo istituto d'istruzione superiore a ovest dei monti Allegheny. 
Il campus si estende su una superficie di 62 ettari circa, comprendendo 66 edifici, 14 dei quali sono inclusi nel National Register of Historic Places.

## Galleria d'immagini

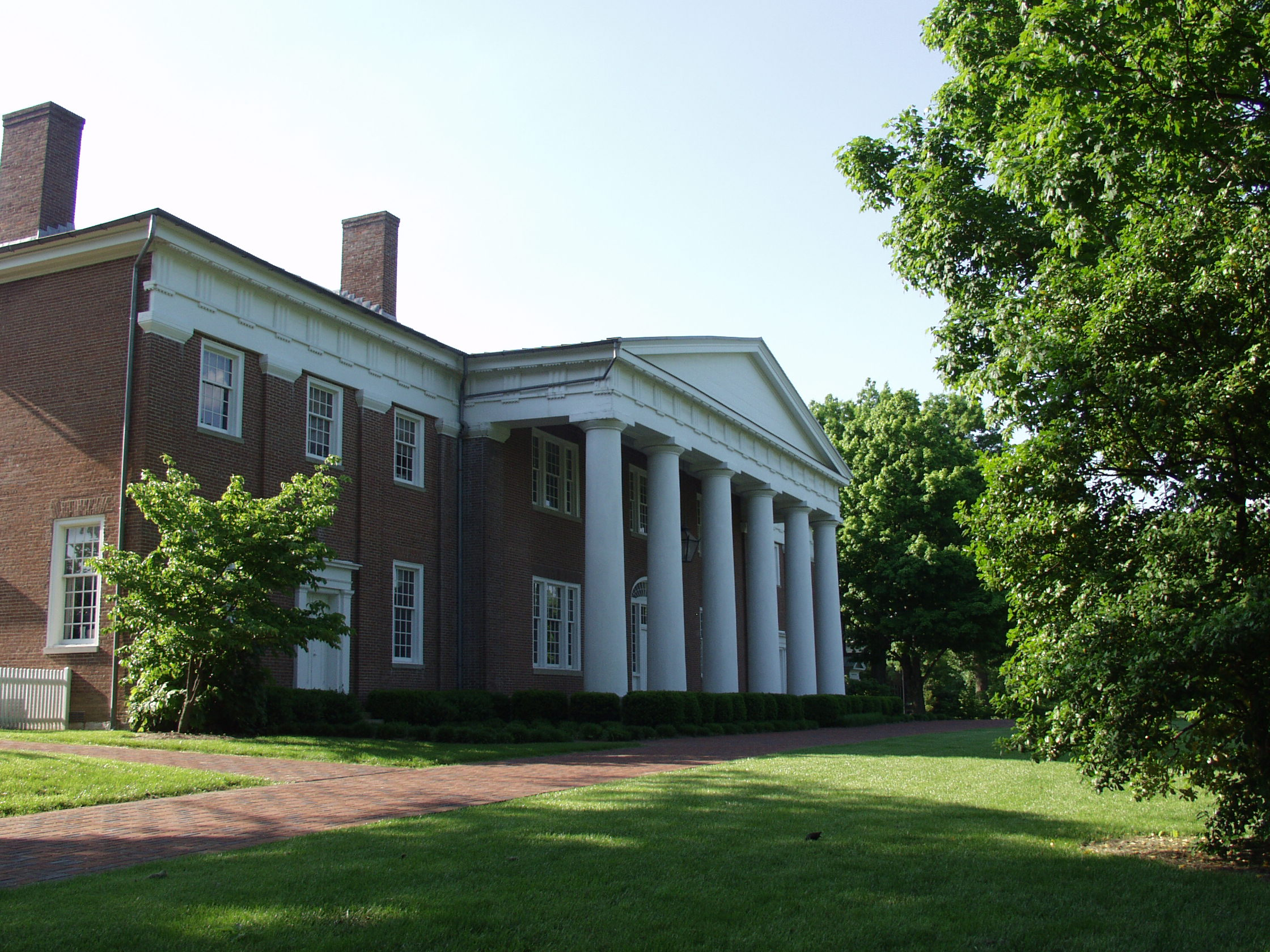
L'Old Centre, l'edificio più antico del vecchio campus
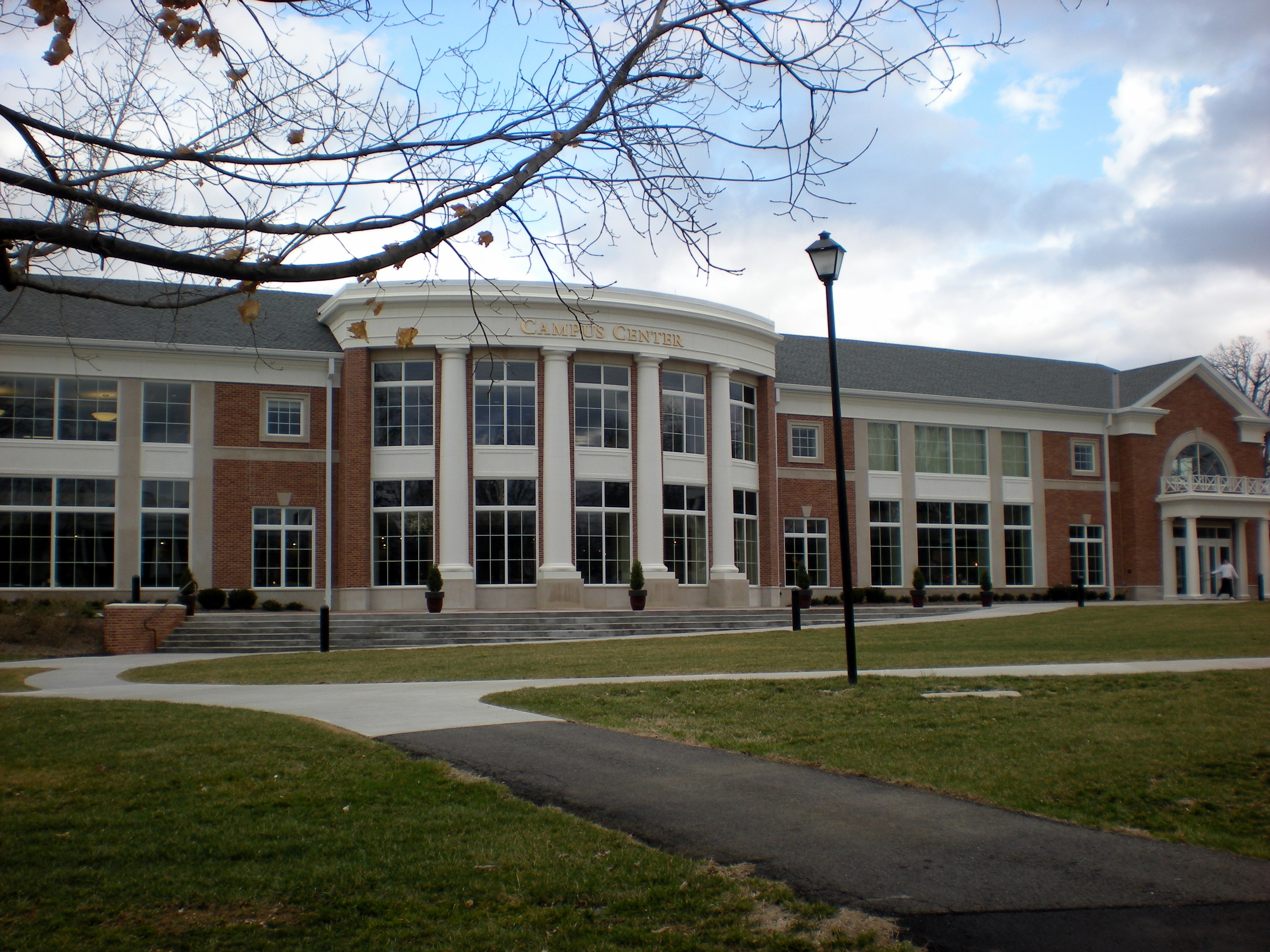
L'ingresso del nuovo campus